# Championnat de France féminin de roller in line hockey
 (septembre 2013).
Si vous disposez d'ouvrages ou d'articles de référence ou si vous connaissez des sites web de qualité traitant du thème abordé ici, merci de compléter l'article en donnant les références utiles à sa vérifiabilité et en les liant à la section « Notes et références ».
Le Championnat de France de roller in line hockey féminin a été créé en 1995.

## Palmarès
| Saison    | 1er                        | 2e                       | 3e                          |
| --------- | -------------------------- | ------------------------ | --------------------------- |
| 2018-2019 | Entente Seynod Lyon Varces | Ris Orangis              | Entente Lionnes d'Aquitaine |
| 2018-2019 | Entente Seynod Lyon Varces | Ris Orangis              | Entente Lionnes d'Aquitaine |
| 2017-2018 | Lyon R2                    | Ris Orangis              | Bordeaux                    |
| 2016-2017 | Bordeaux                   | Ris Orangis              | Lyon R2                     |
| 2015-2016 | Ris Orangis                | Bordeaux                 | Lyon                        |
| 2014-2015 | Ris Orangis                | Rennes                   | Bordeaux                    |
| 2013-2014 | Entente Ris Orangis - IDF  | Anglet                   | Bordeaux                    |
| 2012-2013 | Entente Ris Orangis - IDF  | Anglet                   | Grenoble                    |
| 2007-2008 | Ris Orangis                | Yéti's de Grenoble       | Aloses de Bordeaux          |
| 2006-2007 | HC Cergy-Pontoise (2)      | Yéti's de Grenoble       | Aloses de Bordeaux          |
| 2005-2006 | HC Cergy-Pontoise (1)      | Aloses de Bordeaux       | Ris Orangis                 |
| 2004-2005 | Yéti's de Grenoble (6)     | Aloses de Bordeaux       | HC Cergy-Pontoise           |
| 2003-2004 | Yéti's de Grenoble (5)     | Aloses de Bordeaux       | Chambery                    |
| 2002-2003 | Aloses de Bordeaux         | Yéti's de Grenoble       | Ris-Viry                    |
| 2001-2002 | Yéti's de Grenoble (4)     | Lyon                     | Lille                       |
| 2000-2001 | Yéti's de Grenoble (3)     |                          |                             |
| 1999-2000 | Yéti's de Grenoble (2)     |                          |                             |
| 1998-1999 | Yéti's de Grenoble (1)     |                          |                             |
| 1998      | Aigles d'Or de Cherbourg   |                          |                             |
| 1997      |                            | Aigles d'Or de Cherbourg |                             |